# حمرية سنانية
حمرية سنانية (الاسم العلمي: Erythrina lanceolata) هي نوع من النباتات تتبع جنس الحمرية من الفصيلة البقولية.